# Гоноратка (Дубенський район)
Гонора́тка — село в Україні у Крупецькій сільській громаді Дубенського району Рівненської области. Населення становить 183 осіб, кількість населення зменшується.

## Географія
У селі бере початок річка Хотін.

## Історія
У 1906 році урочище Теслугівської волості Дубенського повіту Волинської губернії. Відстань від повітового міста 49 верст, від волості 5. Дворів 25, мешканців 226.
7 (20) листопада 1917 року, відповідно до Третього Універсалу Української Центральної Ради, увійшло до складу Української Народної Республіки.
12 червня 2020 року, відповідно до розпорядження Кабінету Міністрів України № 722-р від «Про визначення адміністративних центрів та затвердження територій територіальних громад Рівненської області», увійшло до складу Крупецької сільської громади Радивилівського району.
19 липня 2020 року, в результаті адміністративно-територіальної реформи та ліквідації Радивилівського району, село увійшло до складу Дубенського району.